# Liste der Kulturdenkmäler in Körborn
In der Liste der Kulturdenkmäler in Körborn sind alle Kulturdenkmäler der rheinland-pfälzischen Ortsgemeinde Körborn aufgeführt. Grundlage ist die Denkmalliste des Landes Rheinland-Pfalz (Stand: 6. September 2022).

## Einzeldenkmäler
| Bezeichnung    | Lage                                   | Baujahr      | Beschreibung | Bild            |
| -------------- | -------------------------------------- | ------------ | --- | --------------- |
| Quereinhaus    | Hauptstraße 20 Lage                    | um 1860      | ehemaliges Quereinhaus, um 1860, anspruchsvolle Erweiterung, 1911, Architekt Julius Berndt, Kusel; ortsbildprägend | Fotos hochladen |
| Queckenbrunnen | südwestlich des Ortes an der K 23 Lage | 1890er Jahre | Bruchsteinbau mit Betonflachdach, 1890er Jahre                                                                     | Fotos hochladen |
| Alter Friedhof | südwestlich des Ortes an der K 23 Lage | 1762         | auch Lichtenberger Kirchhof; skulptierter Schlussstein, bezeichnet 1762                                            | Fotos hochladen |